# North Westminster
North Westminster è un census-designated place (CDP) degli Stati Uniti d'America, situato nello stato del Vermont, nella contea di Windham.